# Gerardo Zamora (político)
Gerardo Zamora (Bowen, Mendoza, Argentina, 6 de enero de 1964) es un abogado y político argentino, actual gobernador de la provincia de Santiago del Estero desde el 10 de diciembre de 2017, habiendo sido reelecto para iniciar su cuarto mandato en 2021.
Zamora se recibió de abogado en la Universidad Católica de Santiago del Estero en 1989. De origen radical, acompañó el proyecto político de la presidencia de Cristina Fernández de Kirchner, como parte de los llamados «radicales K». Es el principal referente del Frente Cívico por Santiago que gobierna la provincia de Santiago del Estero desde el año 2005.
Fue gobernador de la provincia de Santiago del Estero de 2005 a 2013 y senador de la Nación Argentina por la misma provincia desde 2013 hasta 2017. Desde el 28 de febrero de 2014 hasta el 3 de diciembre de 2015 se desempeñó como presidente provisional del Senado de la Nación Argentina. El día que finalizó su mandato, fue nombrado por el bloque de senadores del Frente Para la Victoria para ocupar la vicepresidencia del Senado. En 2017 fue elegido para un tercer mandato como gobernador.
Está casado con Claudia Ledesma Abdala, gobernadora de la provincia de Santiago del Estero entre 2013 y 2017.

## Carrera política

### Comienzos
Se mudó a Santiago del Estero a los cuatro años de edad, y allí ha residido desde entonces. Estudió en la Universidad Católica de Santiago del Estero, donde comenzó su militancia política de estudiante en la organización estudiantil Franja Morada. Organización de la que fue secretario general y presidente del centro de estudiantes de la Facultad de Ciencias Políticas, Sociales y Jurídicas. Fue también presidente de la Juventud Radical santiagueña y vicepresidente del Comité Nacional de la Juventud Radical.
En 1991 fue elegido diputado provincial, mandato que pudo ejercer durante dos años, hasta la intervención federal de la provincia producida en 1993 que afectó a los tres poderes; en ese entonces se opuso a la aprobación de la Ley 5.986 conocida como Ley Ómnibus que implicaba una serie de ajustes de neto corte fiscal y salarial sobre la administración pública provincial, que llevaron a la provincia a una gran situación de inestabilidad financiera y conflicto social, que terminó con la intervención federal de la provincia.
En 1995, a los treinta años de edad, fue candidato a intendente de la capital provincial, elección que perdió en manos de otro candidato de origen radical fundador de un movimiento político comunal y entonces intendente en ejercicio.
En el año 1997 volvió a ser diputado provincial, y presidió el bloque radical en la Legislatura santiagueña.
En 1999 fue elegido viceintendente de la capital; cuando el intendente José Luis Zavalia renunció en diciembre de 2001, asumió la intendencia de Santiago del Estero, en medio de un virtual quiebre económico-financiero del municipio y paro de los empleados municipales que llevaban tres meses sin percibir sus haberes y en cesación de pagos a los acreedores públicos. Todo enmarcado en la gran crisis institucional y económica en Argentina de 2001-2002.
Luego de los primeros meses de su gestión signada por la crisis económica, logró estabilizar la economía municipal con ayuda del gobierno de la provincia dirigido por Carlos Arturo Juárez, cumpliendo con los pagos atrasados a empleados y proveedores.
Ya en 2003, se presentó como candidato a Intendente de la ciudad Capital de Santiago del Estero, resultando electo, con el 64 % de los votos. Al año siguiente presidió el Foro Nacional de Intendentes Radicales.
En 2004, Gerardo Zamora fundó el Frente Cívico por Santiago, partido que se constituyó como una alianza electoral entre la Unión Cívica Radical, un sector importante del peronismo, el Partido Federal y muchas otras agrupaciones provinciales y comunales de distinto origen, con el objetivo de participar en las elecciones provinciales convocadas para el 27 de febrero de 2005.

### Primer mandato como gobernador provincial (2005 - 2009)
El 27 de febrero de 2005, Gerardo Zamora fue elegido Gobernador de la Provincia de Santiago del Estero. Ganó las elecciones provinciales con el 46,5 % de los votos positivos para el Frente Cívico por Santiago. De esta manera quebró la hegemonía que ejercía el Partido Justicialista en los últimos cuarenta años de la historia provincial. A partir de entonces, el Frente Cívico se constituyó en un movimiento político que participó y ganó todas las elecciones provinciales, municipales y para cargos nacionales subsiguientes con amplia adhesión popular.
Asumió su primer mandato el 23 de marzo de 2005. Posteriormente, se unió al proyecto político "transversal" del presidente Néstor Kirchner, siendo desde entonces un aliado de la política nacional y formando parte de los radicales K, aliados del Frente para la Victoria.

### Segundo mandato como gobernador provincial (2009 - 2013)
El 30 de noviembre de 2008, fue reelecto para el cargo de gobernador de la provincia con el 85,05 % de los votos y asumió su segundo mandato el 23 de marzo de 2009.
Este periodo se marcó por el progresivo quiebre de Gerardo Zamora con su partido de origen, la Unión Cívica Radical, tras un largo periodo de conflictos entre este partido y la concertación plural que había establecido a nivel nacional el entonces presidente Néstor Kirchner. La fidelidad de Zamora y del Frente Cívico por Santiago al gobierno kirchnerista, le valieron su expulsión  del partido radical en el año 2010, aunque sigue afiliado al mismo.

### Postulación a un tercer mandato como gobernador provincial (2013)
En 2013 Gerardo Zamora fue habilitado a un tercer mandato tras una resolución de la jueza en lo Civil y Comercial de II Nominación de la provincia, Andrea Suárez, que declaró “inconstitucional” la cláusula transitoria 6° a través de la cual se considera el período 2005-2009 como primer mandato.
Repitiendo la fórmula, con su entonces vicegobernador Ángel Niccolai, el gobernador Gerardo Zamora anunció el 19 de septiembre de 2013 su postulación a la gobernación en el marco de las elecciones provinciales a gobernador, vicegobernador y diputados provinciales que se iba a llevar a cabo el día 27 de octubre simultáneamente con la elecciones legislativas nacionales. Sin embargo, su postulación fue anulada por la Suprema Corte de Justicia de la Nación el 22 de octubre, tras una presentación de la Unión Cívica Radical.
Dicho alegato fue confirmado por la Corte Suprema de Justicia y las elecciones fueron suspendidas para el 1 de diciembre del mismo año. Ante la situación, el Frente Cívico por Santiago postuló a la esposa de Zamora, Claudia Ledesma Abdala, como gobernadora y a José Emilio Neder, el entonces Ministro de Gobierno y Seguridad, como vicegobernador. Resultando electa esta fórmula con el 64,67% de los votos.
Las provincias de Santiago del Estero y Corrientes son las únicas que en esta ocasión renovaron gobernador y vicegobernador.

### Senador Nacional por Santiago del Estero
Días después de las elecciones provinciales, en las que resultó elegida gobernadora Claudia Ledesma Abdala, Gerardo Zamora develó que sería senador nacional por la Provincia de Santiago del Estero. Esto se debió a que Daniel Brué presentó su renuncia a la banca en el Senado de la Nación Argentina, por lo que Gerardo Zamora quedó habilitado para ocupar esa banca ya que fue el primer suplente en la lista que se impuso en las elecciones legislativas de octubre de 2013. También remarcó que además de incorporarse a la Cámara alta, continuará vinculado a la provincia como asesor del Poder Ejecutivo. Esta función será honoraria.
Juró como senador nacional el 4 de diciembre de 2013. A fines de febrero del año siguiente, la presidenta de la Nación Cristina Fernández de Kirchner propuso a Gerardo Zamora como presidente provisional del Senado. Dicha postulación fue votada por el Honorable Cuerpo el 28 de febrero, ganando la propuesta oficialista por amplia mayoría. De esta manera Zamora quedó en la línea de sucesión presidencial, reemplazando a Beatriz Rojkés de Alperovich en la presidencia provisional del Senado.

### Tercer y cuarto mandato (2017-2021 y 2021-2025)
Después del gobierno de su esposa Claudia (2013-2017), Zamora fue electo por tercera vez gobernador de Santiago del Estero en las elecciones provinciales de 2017 con el 68,33% llevando al actual vicegobernador, José Emilio Neder como compañero de fórmula. Neder dejaría el cargo en 2019 para ocupar la banca de senador nacional que ganó en las Elecciones legislativas de ese año y su lugar lo ocuparía el diputado provincial y presidente provisional de la cámara, Carlos Silva Neder.
Para las elecciones provinciales de 2021 Gerardo Zamora lleva a Silva Neder como compañero y logra ser electo para el periodo 2021-2025 con el 63,17%.